# Universitaire Instelling Antwerpen
De Universitaire Instelling Antwerpen (UIA), was van 1971 tot 2003 een Vlaamse universiteit in de stad Antwerpen. In 2003 ging ze op in de Universiteit Antwerpen.

## Geschiedenis
De UIA werd in 1971 opgericht door de wetgever om te voorzien in doctoraats- en licentiaatsonderwijs voor de meeste studierichtingen die aangeboden werden aan de toenmalige Ufsia en het toenmalige RUCA. Tegelijk werd ook het Universitair Ziekenhuis Antwerpen (UZA) opgericht. De UIA voerde in 1971 een vernieuwend onderwijsbeleid in, gebaseerd op een trimestersysteem (tegenwoordig is een semester-systeem in voege aan de hele Universiteit Antwerpen), creditsysteem, beperkte hoorcolleges en nadruk op actief onderwijs en zelfstudie, een systeem dat nu ingang heeft gevonden in heel Vlaanderen.
Op 1 oktober 2003 werden de UIA, de Ufsia en het RUCA verenigd in één Universiteit Antwerpen. De UIA-campus werd toen herdoopt in Campus Drie Eiken.

## Faculteiten en studierichtingen
- Letteren en Wijsbegeerte (Germaanse en Romaanse filologie)
- Rechten en Politieke en Sociale Wetenschappen (rechten en politieke en sociale wetenschappen)
- Geneeskunde (geneeskunde, farmaceutische wetenschappen en biomedische wetenschappen)
- Wetenschappen (wiskunde, informatica, natuurkunde, scheikunde en biologie)

## Rectoren
- 1971-1979: Laurent Vandendriessche
- 1979-1983: Robert Clara
- 1983-1995: Freddy Adams
- 1995-2003: Josse van Steenberge